# Gumchal
Gumchal (en népalais : गुम्चाल) est un comité de développement villageois du Népal situé dans le district de Rolpa. Au recensement de 2011, il comptait 3 815 habitants.